# Universalism (teologi)
Universalismen (av latinets universalis, "allmän") är ett teologiskt begrepp som vissa idéer har universell tillämpning. Universalister kan betona universella principer som återfinns i ett flertal olika religioner. Inslag av universalism återfinns inom flera världsreligioner, bl.a. kristendom, islam, hinduism och buddhism.  

## Historia
Den kristna universalismen växte fram ur baptistiska och metodistiska kretsar med brittiska rötter under senare delen av 1700-talet, som fått sitt namn på grund av sitt energiska förfäktande av läran om alla människors slutliga frälsning och "alltings återställelse". Som dess egentlige grundläggare betraktas James Relly, en tidigare metodistpastor i Wales. Relly bröt med metodismen 1756, på grund av sin universalistiska övertygelse, och ett separat universalistiskt trossamfund började växa fram i Wales och England. Till Förenta staternas fördes universalismen av Rellys lärjunge John Murray, som kom till Boston 1770 och 1774 bildade den första nordamerikanska universalistiska församlingen, i Gloucester i Massachusetts. Hans verk fortsattes från 1790 av predikanten Hosea Ballou, vars avhandling om försoningen varit inflytelserik inom nordamerikanska universalistiska kretsar. Under inflytande från unitariska kretsar har läroåskådningen så småningom vunnit en mera rationalistisk prägel än den ursprungligen hade. 1961 bildades Unitarian Universalist Association (UUA). Unitarian Universalism betonar att religion är en universell mänsklig kvalitet och fokuserar på fritt och ansvarsfullt sökande efter sanning och mening.